# Turingios
Los turingios, toringi o teuriochaimai, fueron un pueblo germano temprano que apareció al final del Período de las grandes migraciones, originario del macizo de Harz de la Germania Magna, un área que en la actualidad conforma el estado federado alemán de Turingia. Se convirtió en un reino, que entró en conflicto con los francos merovingios y que posteriormente cayó bajo la influencia y el control francos. 
Fueron una mezcla de hermunduros (una rama de los hermiones) con otros pueblos germánicos, como los varnos y anglos. Fueron nombrados por primera vez por el historiador romano Vegecio Renato en el año 380 d. C.
Invadieron la Galia junto con los hunos y cuando estos fueron derrotados, crearon un reino propio aliado del rey ostrogodo Teodorico el Grande.
Fueron vencidos por Clotario I en el año 531 e incorporados al reino de los francos.

## Lista de reyes turingios
- Basino / Bisino (460-506/510). Su esposa Basina se casaría con Childerico I, rey de los francos salios.

## División del reino (luchas entre los hijos sucesores)
- Hermanfredo (Irmanfred) (506/510-531).
- Baderico (Badric) (506/510-530).
- Berthar (506/510-529).

En 531, Teodorico I (Thierry I), rey de Austrasia (Metz y Reims) se anexiona gran parte de Turingia.